# Bernhard Mühlig

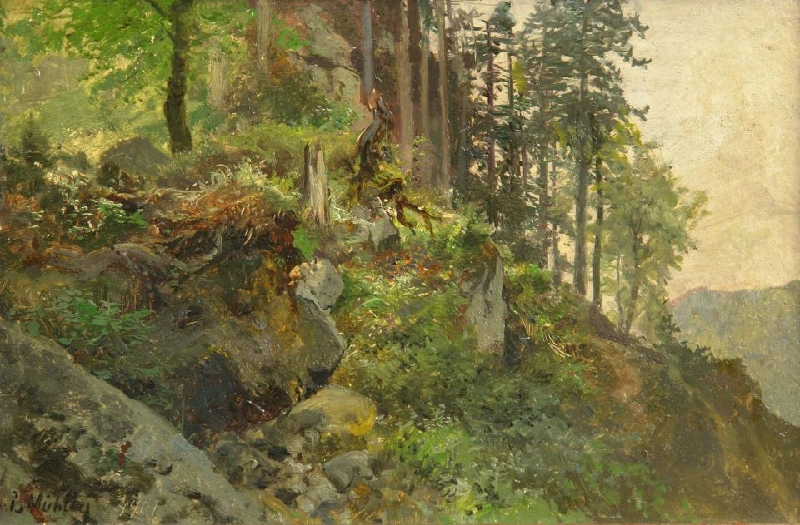
Am Waldesrand

Bernhard Mühlig (* 10. Januar 1829 in Eibenstock; † 6. September 1910 in Dresden) war ein deutscher Landschafts-, Genre- und Tiermaler.

## Leben
Bernhard Mühlig war Vater von Albert Ernst Mühlig (1862–1924) und Bruder von Meno Mühlig (1823–1873). Der Künstler studierte Malerei an der Dresdener Akademie. Er stellte seine Werke seit 1852 auf den Dresdner Kunstausstellungen aus. 1853 beauftragte Hermann Wilhelm von Witzleben den Maler, die schönsten Motive während einer gemeinsamen Wanderung durch Böhmen auf kleinen Bildern festzuhalten. Durch eine Nachlassstiftung durch Julie von Witzleben, Dresden,  gelangten 50 diese Bilder um 1900 in den Besitz der Zwickauer Gemäldesammlung.
Die Brüder Bernhard und Meno Mühlig gehörten zum Dresdner Kreis der Spätromantiker.

## Ausstellungen
- 2001: Das Erzgebirge in der Malerei von Bernhard und Meno Mühlig. Städtisches Museum Zwickau